# Хелая, Нина Виссарионовна
Нина Виссарионовна Хелая (1920 год, с. Пиленково — ?) — звеньевая колхоза имени Сталина Гагрского района Абхазской АССР, Грузинская ССР. Герой Социалистического Труда (1948).

## Биография
Родилась в 1920 году в крестьянской семье в селе Пиленково.
После школы трудилась рядовой колхозницей, звеньевой табаководческого звена в колхозе имени Сталина Гагрского района.
В 1947 году звено Нины Хелаи вырастило в среднем по 27,01 центнера листьев табака сорта «Самсун № 27» на участке площадью 2,75 гектаров. Указом Президиума Верховного Совета СССР от 21 февраля 1948 года «за получение высоких урожаев кукурузы и табака в 1947 году» удостоена звания Героя Социалистического Труда с вручением ордена Ленина и золотой медали «Серп и Молот».
Этим же указом званием Героя Социалистического Труда были награждены председатель колхоза Самуил Антонович Рухая, табаковод Прокофий Николаевич Сванидзе и кукурузовод Маргарита Юлиусовна Камма.
В следующие годы показывала высокие трудовые результаты, за что дважды награждалась Орденом Ленина.
После выхода на пенсию проживала в селе Гантиади Гагрского района.
Дата смерти не установлена.
Награды
- Герой Социалистического Труда
- Орден Ленина — трижды (1948; 03.05.1949; 03.07.1950).